# Hippadenella rouzaudi
Hippadenella rouzaudi is een mosdiertjessoort uit de familie van de Buffonellidae. De wetenschappelijke naam van de soort is voor het eerst geldig gepubliceerd in 1904 door Calvet.